# Ignacio Tenorio y Carvajal
José Ignacio Tenorio y Carvajal (Popayán, Virreinato de la Nueva Granada, 27 de abril de 1752-Ciudad de México, 1848) fue un abogado, jesuita, viajero y misionero franciscano neogranadino. Actuó como oidor de la Real Audiencia de Quito.
Tenorio y Carvajal nació en Popayán en 1752, hijo de José Tenorio y Torijano, alférez real de Popayán hacia 1754, y de María Teresa Carvajal y Bernaldo de Quirós, miembro de una influyente familia relacionada con el obispo de la diócesis payanesa, Bernaldo de Quirós. En 1773, se trasladó a Quito, donde el 16 de enero de 1775 obtuvo el título de abogado de la Real Audiencia de Quito. Posteriormente, se mudó a Lima, donde residió con su tía Rosa Tenorio y Torijano de Lasso y Mogrovejo, perteneciente a la aristocracia limeña.
En 1780, emprendió un viaje a Portugal y España con el objetivo de obtener el cargo de oidor en alguna plaza de América, confiando en que sus contactos españoles facilitarían su nombramiento. Sin embargo, sus aspiraciones no se concretaron por la desconfianza de los peninsulares frente a los criollos ya que en esos años ya se sentía el sentimiento separatista, esto lo llevó a frustarse y optar por la vida religiosa. Durante su peregrinaje, que duró 15 años visitó España, Francia, Dinamarca y finalmente Rusia, donde conoció a la emperatriz Catalina la Grande, con quien estableció una amistad cercana debido a la curiosidad de la monarca frente a los pueblos de América.
Debido al clima ruso, enfermó y decidió regresar a Popayán, donde vivió con su hermana Teresa Tenorio, madre del futuro prócer neogranadino Camilo Torres Tenorio. En 1795, ya estaba de vuelta en el Nuevo Reino de Granada.
Posteriormente, se estableció en Quito, donde ejerció como abogado realista y leal a la corona. En 1808, fue nombrado oidor de la Real Audiencia de Quito, pero pronto tuvo que huir debido a las intenciones independentistas de la ciudad. Durante este tiempo, mantuvo correspondencia con su sobrino Camilo Torres, quien estaba involucrado en el movimiento independentista en Bogotá. 
Entre 1811 y 1812 se entera de lo sucedido el 20 de julio de 1810 en Bogotá, quedó horrorizado por la deslealtad de sus familiares al rey. Decidió cortar toda relación con ellos, renunciar a todas sus posiciones y exiliarse en México, donde cambió su nombre para no ser encontrado. En 1815, se le documenta en Guadalajara vestido como franciscano, y posteriormente se trasladó a California con los franciscanos misioneros, viviendo entre los pueblos indígenas de Monterrey.
José Ignacio Tenorio y Carvajal falleció en Ciudad de México en 1850 a la edad de 98 años.